# Sluipwijk
Sluipwijk (52° 02′ N, 4° 44′ L) é uma vila dos Países Baixos, na província de Holanda do Sul. Sluipwijk pertence ao município de Reeuwijk, e está situada a 3 km, a nordeste de Gouda.
A área de Sluipwijk, que também inclui as partes periféricas da cidade, bem como a zona rural circundante, tem uma população estimada em 380 habitantes.